# 萬東廟

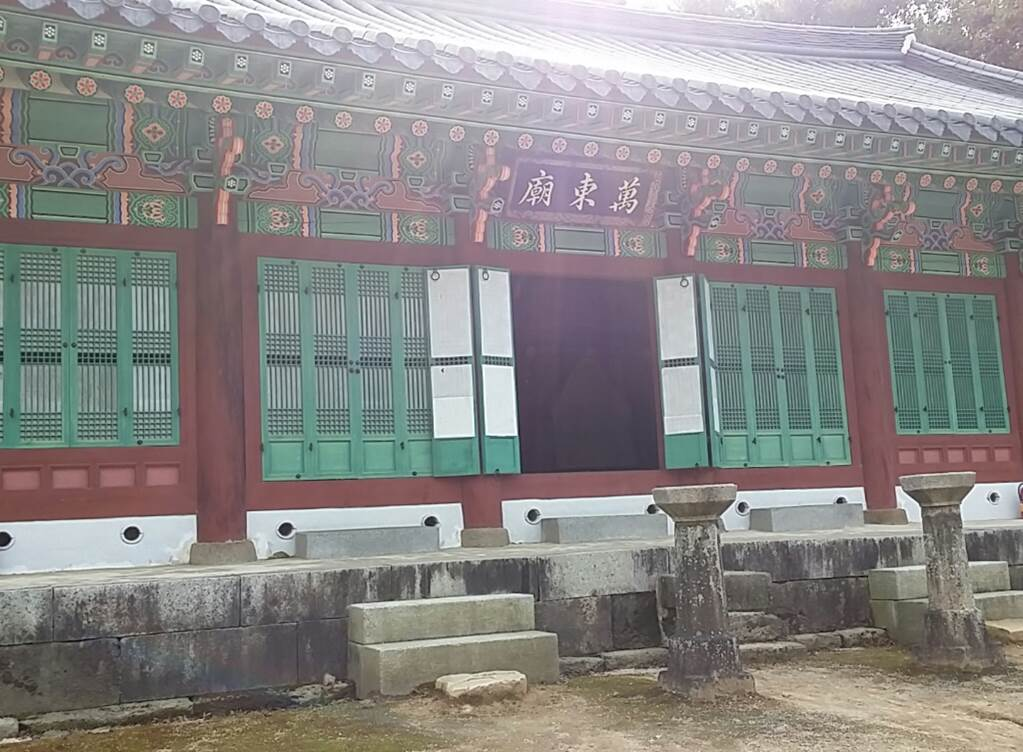
万东庙

万东庙是位于韓國忠清北道槐山郡青川面华阳洞的一個祠堂，是朝鮮王朝為纪念明神宗派军援助朝鲜抵抗日本人（壬辰卫国战争）而于1717年修建。
在建祠以前，朝鲜曾派使臣闵鼎重来北京取回高丽毅宗的御笔“非礼不动”四个大字交给当时学者宋时烈，宋时烈将它刻于清州市华阳洞岩壁上，并建庐堂祭祀。宋时烈死时留下遗嘱，要求权尚夏为明神宗和高麗毅宗建庙祭祀，于是，权尚夏和儒生在华阳洞建造了万东庙。后来由于万东庙成了儒生聚集的场所，朝廷擔心儒生的活动會對自己構成威脅，因此，到大院君掌权时，朝廷于1865年又另建大报坛祭祀明朝皇帝，并以个
人没有必要进行祭祀为借口废除了万东庙。但到1873年大院君下台后，儒生们又上书朝廷，要求恢复万东庙，当时明成皇后等人为了收买人心，巩固自己的统治，就于1874年恢复了万东庙。